# Lepenec
La rivière Lepenec (en macédonien : Лепенец) est un cours d'eau du Kosovo et de la Macédoine du Nord, dans la région de Skopje et un affluent gauche du Vardar.

## Géographie
Le Lepenec prend sa source dans la montagne de Kodža à l'est de la ville de Prizren, à une altitude de 1 820 m. Il est long de 75 km[réf. nécessaire].

### Bassin versant
Le Lepenec appartient au bassin hydrologique de la mer Égée. Son bassin versant mesure 770 km2, dont 695 km2 au Kosovo et 75 km2 en Macédoine du Nord[réf. nécessaire]. Son cours n'est pas navigable.
Les gorges de Kačanik, sur son cours, sont un itinéraire pour la route et pour le chemin de fer Kraljevo – Pristina – Skopje.

## Affluents
Les principaux affluents sont :
- la rivière Nerodime (rg[note 1]),
- ma Вражанска Река (rg),

## Aménagements et écologie
Le fleuve a un certain potentiel hydroélectrique, cependant il n'est que peu utilisé pour la production d'électricité ou l'irrigation.
Le Lepenec faisait partie d'un réseau artificiel, le Lepenec et la Sitnica étaient connectés par l'intermédiaire d'un canal. Ce réseau reliait la mer Égée à la mer Noire. Ce canal a été comblé après la Seconde Guerre mondiale.

## Sources
- (en) Cet article est partiellement ou en totalité issu de l’article de Wikipédia en anglais intitulé « Lepenec » (voir la liste des auteurs).